# Schibsted

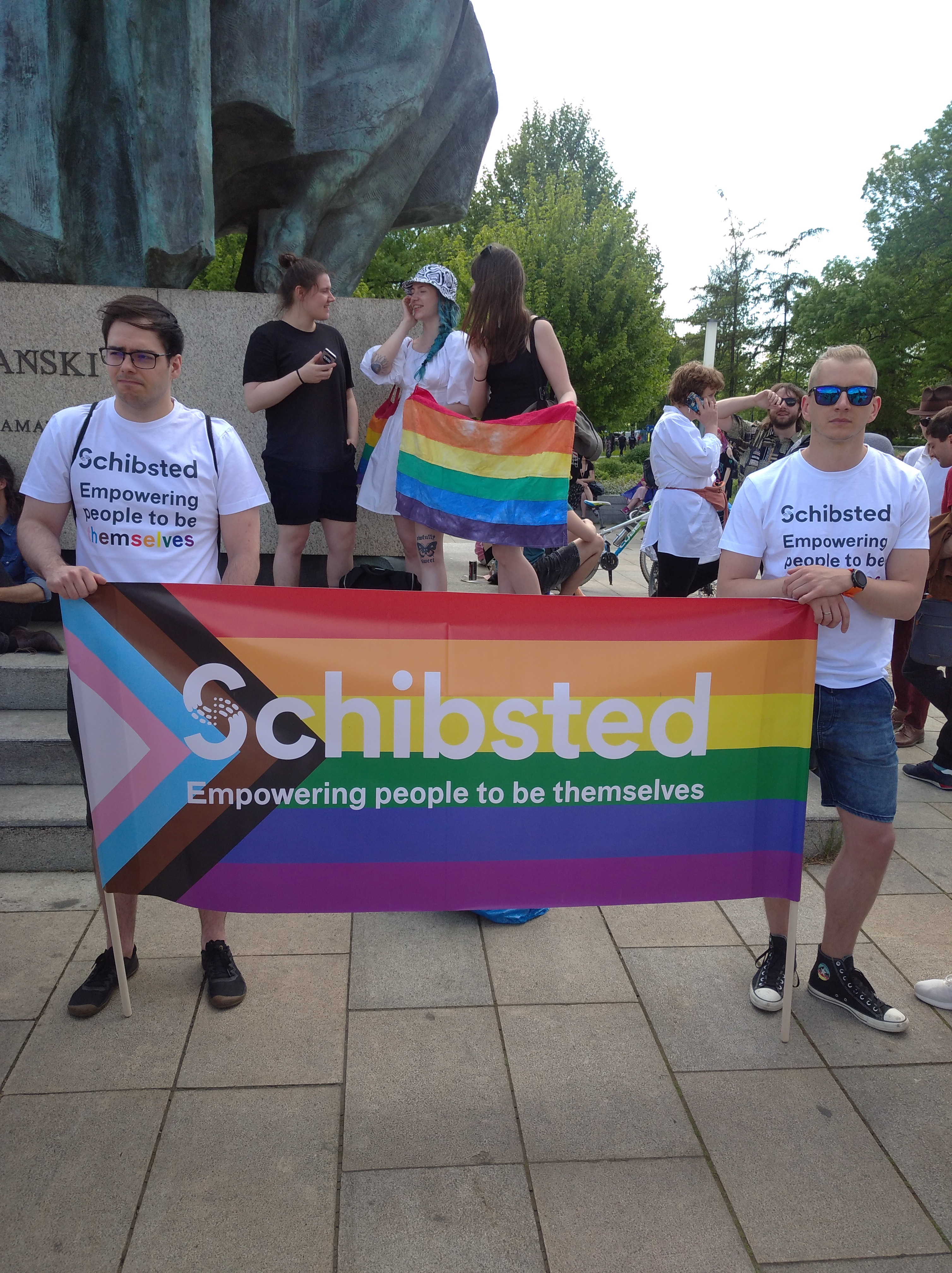
Logo Schibsted na krakowskim marszu równości (2022).

Schibsted – norweski koncern mediowy, działający w 27 krajach, przede wszystkim w Szwecji i Norwegii, a także w Polsce. Siedziba główna znajduje się w Oslo. Jest notowany na Giełdzie Papierów Wartościowych w Oslo. Wchodzi w skład indeksu OBX. Posiada udziały w gazetach, portalach internetowych, telewizjach i firmach produkujących filmy. Należą do niego największe gazety w Norwegii: Aftenposten i Verdens Gang.
W styczniu 2012 roku Schibsted otworzył w Krakowie oddział zajmujący się wytwarzaniem oprogramowania głównie na potrzeby należących do koncernu portali internetowych.
W tym samym roku w Krakowie powstał też polski oddział Prisjakt wspierający dział contentu serwisu Prisjakt.
W czerwcu 2014 roku w Gdańsku otwarto kolejny oddział Schibsted Tech Polska Sp. z o.o.